# Federación de Fútbol de Dominica
La Federación de Fútbol de Dominica (en inglés Dominica Football Association) es el máximo rector administrativo del fútbol de Dominica. Se fundó en 1970 y está afiliada a la FIFA desde 1994. La federación es responsable de gestionar el Campeonato de fútbol de Dominica y la selección de fútbol de la isla.